# グランパーク
グランパーク（GRANPARK）は、山梨県甲府市にかつて存在した商業施設である。

## 概要
「甲府国母南地区第一種市街地再開発事業」として1992年（平成4年）に準備組合が設立。1995年（平成7年）に法定再開発事業の認可を受け、1996年（平成8年）に工事着工。1997年に竣工し、オープンを迎えた。事業費69億円のうち国や山梨県、甲府市から34億円の補助金が供出されている。
しかし間もない2000年に隣町の昭和町にイトーヨーカドー甲府昭和店がオープンしたのをはじめ、国道20号の甲府バイパス沿いにロードサイド型店舗が相次いで建てられるとグランパーク内のテナントが相次いで撤退し、管理会社の「甲府新都市開発」は多額の負債を抱え2006年に甲府地方裁判所から民事執行法の適用を受けた。
再建のため施設が競売にかけられた結果、リサ・パートナーズの関連会社「渋谷オーツー」が落札し経営は継続されることとなったが、経営は改善されずその会社も2012年に破産した。これを機にホームページの更新も滞り、2014年3月までに全店舗が撤退し閉鎖された。

## 施設

### 本館
外装は薄い桃色の派手な着色で、クリスマスシーズンになると、屋上から1階までライトを垂らし、クリスマスツリーのイルミネーションで点灯する。3階の半分、4階、さらに付近に3階建て立体駐車場や平面駐車場など、計1000台収容可能の駐車スペースがあった。

#### 本館に入居していたテナント
- ユニクロ
- ドラッグセガミ
- 食鮮市場（食料品）
- くれよん（クレープ・アイスクリーム）
- からふる亭（丼物・めん類）
- 新星堂
- ヴァン・カウンシルサロン
- ドトールコーヒー
- WOMBAT(アクセサリー雑貨)
- ファインストア
- ミスタードーナツ
- マクドナルド
- タイトーFステーション 甲府グランパーク店（アミューズメント）：2013年2月11日閉店。
- ダイトースターレーンKOFU（ボウリング）：2013年2月11日閉店。
- トイザらス：2014年1月末閉店[5]。

### D・POT館

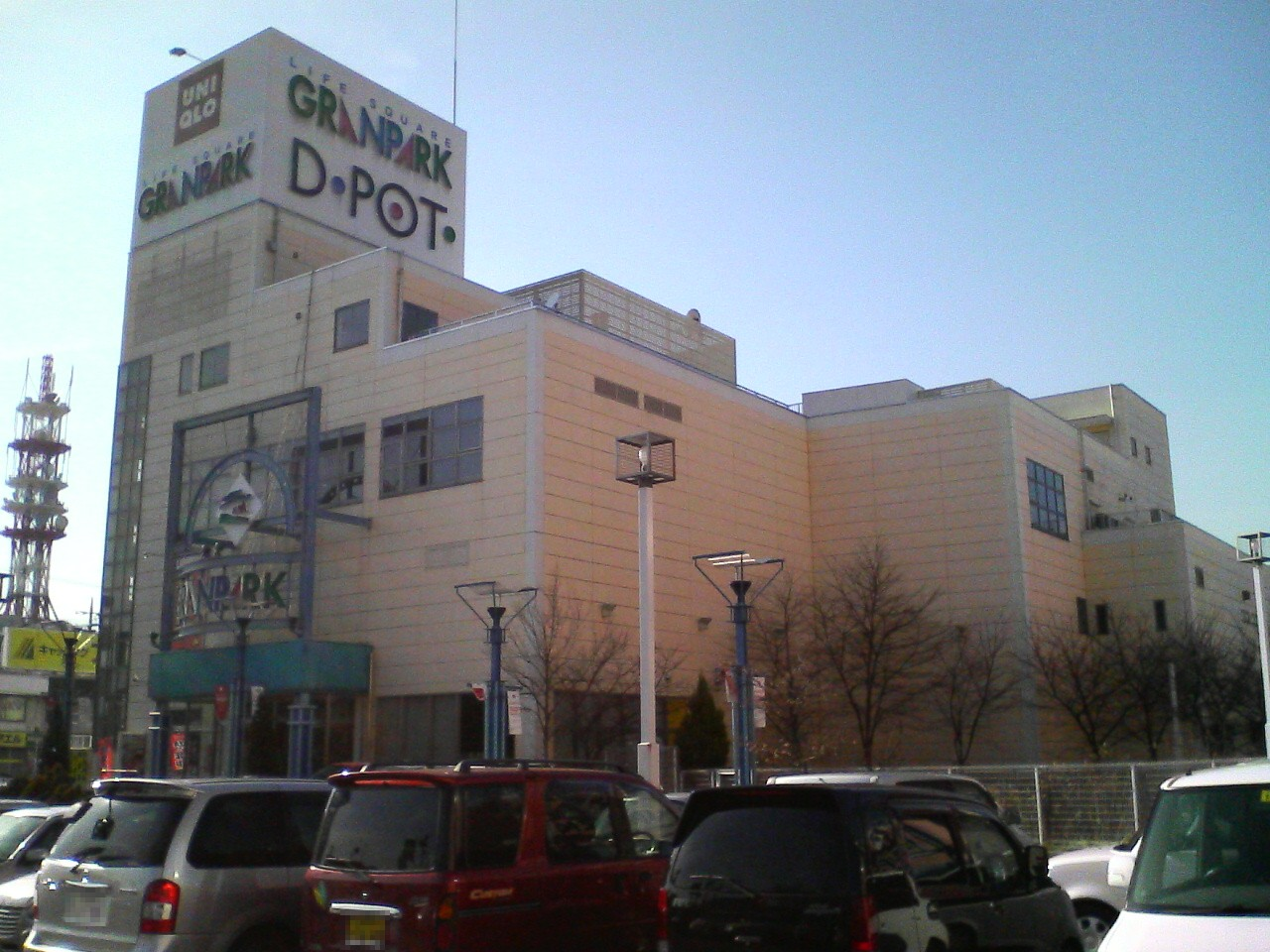
D・POT館

本館とわずかに離れた場所に建てられている黄色い建物。本館とは舗装された歩道で結ばれており、1分もあれば移動できる。「D・POT」は再開発事業前に同所にあった商業施設の名前を引き継いだものである。
以前は県下最大級を誇る規模のザ・ダイソーが1・2階にテナントとして入居していたがダイソーがグランパークから撤退した後はテナントが入らず、イベント時に使われる事が多かった。一階の一角にあった喫茶店はダイソーの撤退と共に閉店し、テーブルとイスが無造作に積み上げられていた。
本館同様2014年3月末までにすべてのテナントが撤退している。

#### D・POT館に入居していた主なテナント
- ザ・ダイソー：2006年頃までには閉店。
- イタリアントマト
- 自遊空間：2013年9月初旬閉店。
- ラーメン店：2014年3月末閉店。

### グランパーク東宝8
グランパーク本館に隣接して設置されていた東宝系のシネマコンプレックス（8スクリーン、1550席）。開館時は東宝関東興行株式会社が経営していたが、同社の合併に伴い2002年3月1日より東宝東日本興行株式会社経営に、さらに2008年3月1日よりTOHOシネマズ株式会社経営に変わった。
2000年12月9日に開館。開館時の甲府市内は人口19万人程度であったにもかかわらず、甲宝シネマ（4スクリーン）、甲府武蔵野シネマ・ファイブ（5スクリーン）と甲府シネマカリテ1・2（2スクリーン）、テアトル甲府（4スクリーン）、甲府東映セントラル・シアターセントラルBe館（2館で3スクリーン）が存在しており過当競争だとも言われが、先述の映画館は甲府駅から半径2km圏内にあったのに対して東宝8は甲府駅から離れた郊外であったことから「中心部対郊外」と煽るメディアもあった。
開館当初は同館と中心部にあった甲府武蔵野シネマ・ファイブを比較すると44:56とやや低調な動員であったが徐々に集客力を高め、最盛期には年間50万人程度を動員するまでになった。
本館と隣接しておりグランパークの冠がついているが建物はスカイ甲府（株）によるもので別管理であった。劇場は独立した2階建てとなっており、1階は売店と受付、2階は劇場と映画のグッズなどを扱う売店という構造であった。外観はピンクで、夜になるとブルーのネオンが光る。経営元がTOHOシネマズに変わってからも「vit」や「シネマイレージ」など同社の企業名を冠している劇場で行われているサービスは導入されなかった。スクリーンの大きさと客席数は劇場によって異なり、人気映画の上映の際には時間を置いて2スクリーンで上映することがあった。大作や繁忙期のアニメ映画、注目作や新作はスクリーン6で上映されることが多かったが、時間によっては人気映画でも小さいスクリーンになる場合もあった。なお、1階には映画施設の他に、サッカー用品を中心としたスポーツ用品店と中華料理店と回転寿司店がテナントとして入居していた。
2008年6月21日に『きみの友だち』が封切られた際は、同作出演の石橋杏奈と北浦愛、監督の廣木隆一が舞台挨拶を行った。また2010年3月14日の『スイートリトルライズ』上映時は、同作の監督を務めた矢崎仁司（山梨県鰍沢町出身）と脚本を手掛けた狗飼恭子が舞台挨拶で来館している。
2011年3月17日に同じ商圏内のイオンモール甲府昭和にTOHOシネマズ甲府を開館することから、デジタル設備や3D上映に対する投資は行われず、経営効率化のため2011年3月13日をもって閉館（事実上の移転）することが決定したが、2日前の3月11日に発生した東日本大震災の影響により十分な安全が確保できないとして同日より休館。3月13日にそのまま閉館となった。
- 沿革：グランパーク東宝8（2000年12月9日 - 2011年3月11日）
- 経営・運営：東宝関東興行（2000年12月9日 - 2002年2月28日）→東宝東日本興行（2002年3月1日 - 2008年2月29日）→TOHOシネマズ（2008年3月1日 - 2011年3月11日）

| スクリーン名 | 定員（座席）数 | 音響方式          |
| ------------ | -------------- | ----------------- |
| スクリーン1  | 192席          | SRD-EX            |
| スクリーン2  | 192席          | SRD-EX            |
| スクリーン3  | 126席          | SRD               |
| スクリーン4  | 126席          | SRD               |
| スクリーン5  | 192席          | SRD-EX、DTS       |
| スクリーン6  | 350席          | SRD-EX、DTS、SDDS |
| スクリーン7  | 180席          | SRD               |
| スクリーン8  | 180席          | SRD-EX            |

#### 料金
- 一般…1800円（但し、65歳以上は1000円）
- 大学、高校生…1500円
- 小中学生、幼児…1000円

障害者手帳を持っていると、年齢を問わず1000円で観ることが出来た。

## 立地
先述の通り甲府バイパス沿いという郊外化が進む甲府都市圏では好立地であったが、グランパークの場所は甲府バイパスと昭和通りが交差する国母交差点（こくぼこうさてん）と隣接しており、山梨県内でも有数の渋滞発生地帯であったことがマイカー利用を遠ざけることとなった。国や山梨県、甲府市も対策として立体化を検討したもののグランパークをはじめとした周辺商業施設の影響が大きいことからこれを断念し、代わりに右折レーンの新増設や駐車場の拡張計画が提示されたがこの時点で甲府新都市開発は破綻しており、さらに工事にも時間を要している間に渋滞の影響が少ない他のロードサイド店に客を奪われていき、先述の計画を基とした国母交差点の渋滞対策工事が完成した時は既に経営が危ぶまれている状況であった。
また、公共交通機関についても鉄道の最寄駅がJR東海身延線の国母駅から徒歩25分と離れているうえ甲府バイパスを跨がなければならず、昭和通り沿いに山梨交通清水新居バス停があるが2～3時間に1本、徒歩10分程度の国母通り沿いにも山梨交通甲府市地方卸売市場入口バス停があるが、こちらも1～2時間に1本と少なかった。のちにオープンして末期に競合したイオンモール甲府昭和が身延線常永駅から徒歩10分、バスも直通シャトルバスをはじめ1時間に2～3本と山梨県では比較的高頻度で運行されているのとは対照的である。

## 閉鎖後の状況

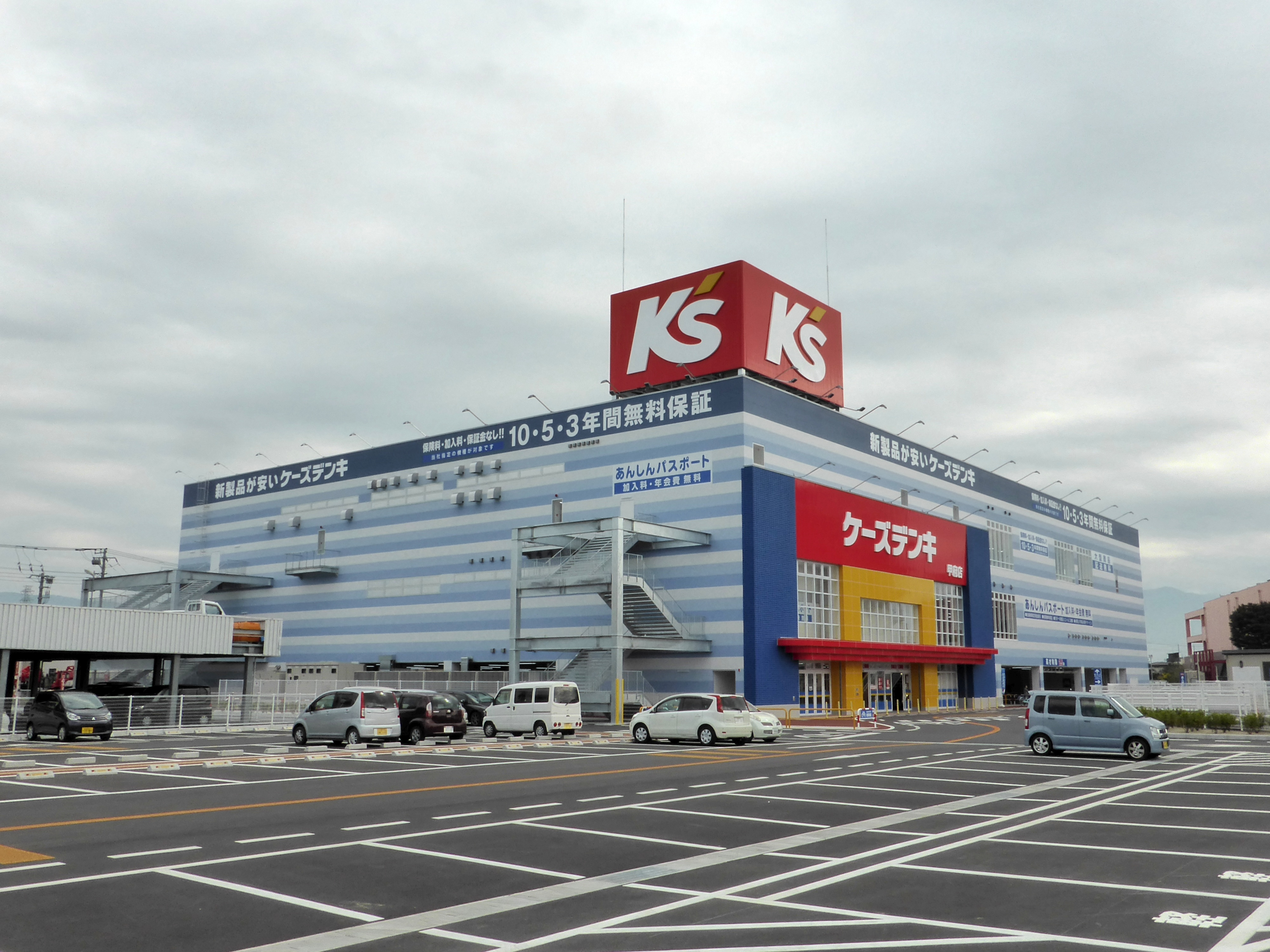
跡地にオープンしたケーズデンキ 甲府店

閉鎖後、和歌山県の精密機器メーカー「ノーリツ鋼機」が施設を購入。ノーリツ鋼機は「グランパークとして再建することはない」とし、5月より建物の解体を開始。これにより16年続いたグランパークとしての営業は幕を閉じる結果となった。
2014年7月にケーズホールディングスがグランパーク跡地にケーズデンキ甲府店を2015年9月頃オープンさせると発表した。予定より少し遅れて、2015年10月8日にグランドオープンした。
東宝8の建物はグランパーク本館およびD・POT館が取り壊された後も残っていたが、2020年末に取り壊され更地となっている。

## その他
- 雨の日はどの駐車場も混雑し、付近一帯が渋滞に巻き込まれることがしばしばある。
- 館内ではよくBGMとしてGTPの「冷凍みかん」が流れていた。
- 1階の旧甲府CATVテナントスペースではイベントが開催されることがあった。
- トイザらスはグランパークの閉店を以てしばらく山梨県から撤退していたが、2025年9月にイオンモール甲府昭和に進出することが決定した[14]。